# JVG
JVG, również Jare & VilleGalle – fiński zespół muzyczny, założony w 2009, który tworzą Jare Joakim Brand (ur. 8 października 1987) i Ville-Petteri Galle (ur. 4 października 1987).
Duet wydał sześć albumów studyjnych: Mustaa kultaa (2011), jvg.fi (2012), Voitolla yöhön (2014), 247365 (2015), Popkorni (2017) i Rata/raitti (2019). Pięć wydanych przez nich płyt dotarło do pierwszego miejsca najchętniej kupowanych albumów w Finlandii.
Laureaci trzech Europejskich Nagród Muzycznych MTV dla najlepszego fińskiego wykonawcy.

## Dyskografia
- Mustaa kultaa (2011)
- jvg.fi (2012)
- Voitolla yöhön (2014)
- 247365 (2015)
- Popkorni (2017)
- Rata/raitti (2019)